# Hendrik van Anhalt-Köthen
Hendrik (Köthen, 30 juli 1778 - aldaar, 23 november 1847) was van 1830 tot 1847 hertog van Anhalt-Köthen.
Hij was een jongere zoon van Frederik Erdmann, uit het huis Anhalt-Köthen-Pleß, en Louise Ferdinanda van Stolberg-Wernigerode. In 1818 verkreeg hij het niet-soevereine vorstendom Anhalt-Köthen-Pleß van zijn oudere broer Ferdinand Frederik, toen die zijn vader opvolgde in Anhalt-Köthen. In 1819 huwde hij prinses Augusta Frederika Espérance Reuss van Köstritz (1794-1855). Het huwelijk bleef kinderloos.
Hendrik kwam met de kinderloze dood van Ferdinand Frederik in 1830 aan de macht in Pleß stond hij hierop af aan zijn jongere broer Lodewijk. Hij was in tegenstelling tot zijn voorganger protestants gebleven en beëindigde de bevoordeling van de katholieke kerk, waardoor de meeste jezuïeten het land verlieten. Onder zijn bewind werd de grondslag gelegd voor de industrialisering van het hertogdom. In 1838 werd begonnen met de aanleg van een spoorlijn. De grote schulden van het land namen ondanks Hendriks spaarzaamheid echter alleen maar toe. Pleß, dat hem na de dood van Lodewijk in 1841 weer was toegevallen, verkocht hij in 1846 aan zijn erfgenaam Hans Hendrik X van Hochberg. Hij stierf in 1847 kinderloos. Het hertogdom viel hierop toe aan Leopold IV Frederik, hertog van Anhalt-Dessau, die zijn twee staten in 1853 samenvoegde tot Anhalt-Dessau-Köthen.